# Bismarcktunnel
Der Bismarcktunnel im Harz ist ein 187 m langer, einröhriger, stillgelegter und zugemauerter Eisenbahntunnel der Rübelandbahn (vormals Harzbahn) bei Rübeland im Landkreis Harz, Sachsen-Anhalt.

## Geographische Lage
Der stillgelegte Bismarcktunnel liegt im Unterharz im Naturpark Harz/Sachsen-Anhalt. Er befindet sich etwa einen Kilometer östlich von Rübeland an der Rübelandbahn zwischen Hüttenrode und Rübeland. Annähernd parallel zum Tunnel verläuft die Bundesstraße 27.

## Geschichte und Beschreibung

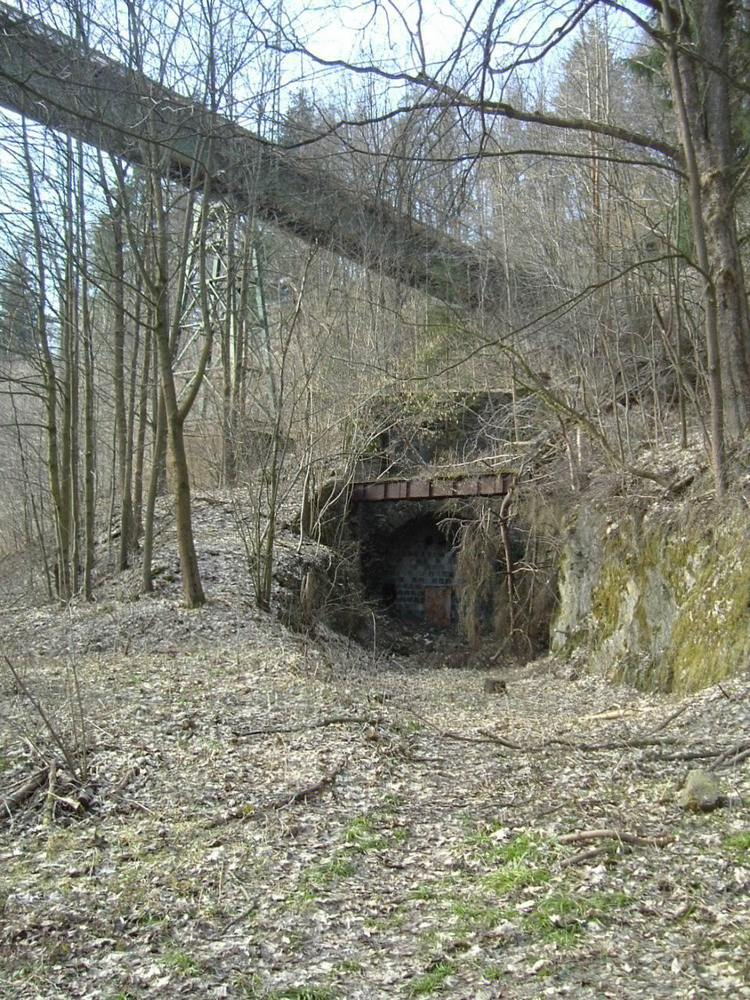
Ostportal des Bismarcktunnels mit dem darüber liegenden Kreuztalviadukt

Der Bismarcktunnel wurde im Rahmen des Baus der Harzbahn, später Rübelandbahn, am 1. April 1885 durchstoßen. Da am selben Tag Otto von Bismarck Geburtstag hatte, benannte man den Tunnel nach ihm. Über dem Nordostportal steht zudem eine Büste von Bismarcks. Bereits 1931 wurde der Tunnel durch den Neubau der Teilstrecke Hüttenrode – Rübeland via Kreuztalviadukt überflüssig, stillgelegt und zugemauert. Im Herbst 2020 begrub nach langen Regenperioden ein Steinschlag das Westportal zu zwei Dritteln.

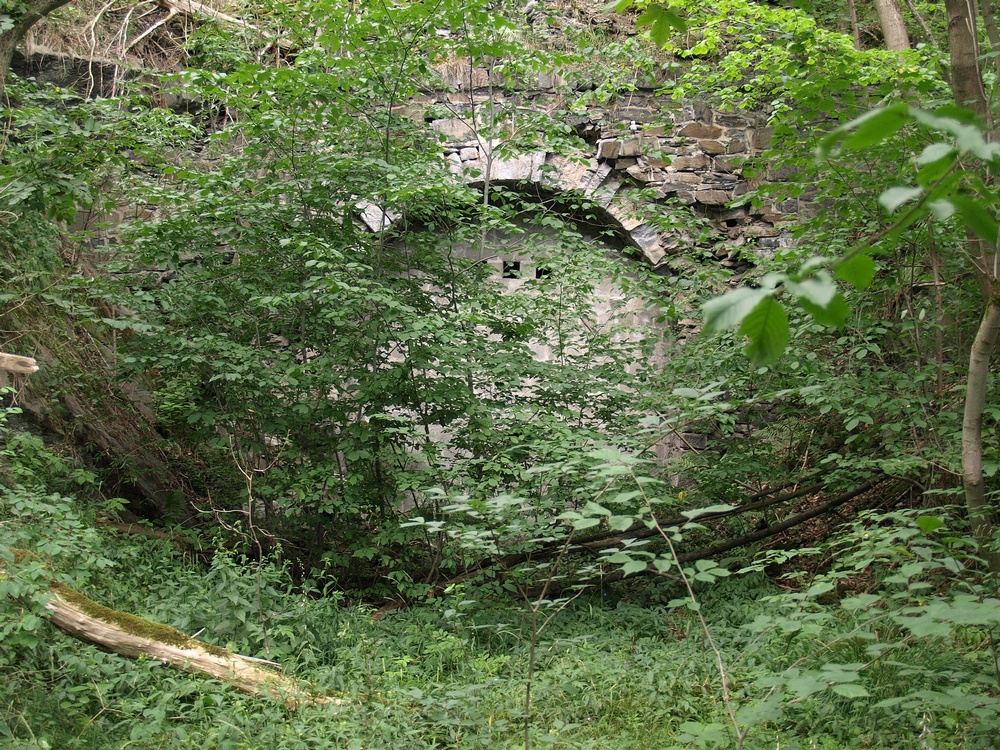
Das Westportal unterhalb des Haltepunktes Neuwerk
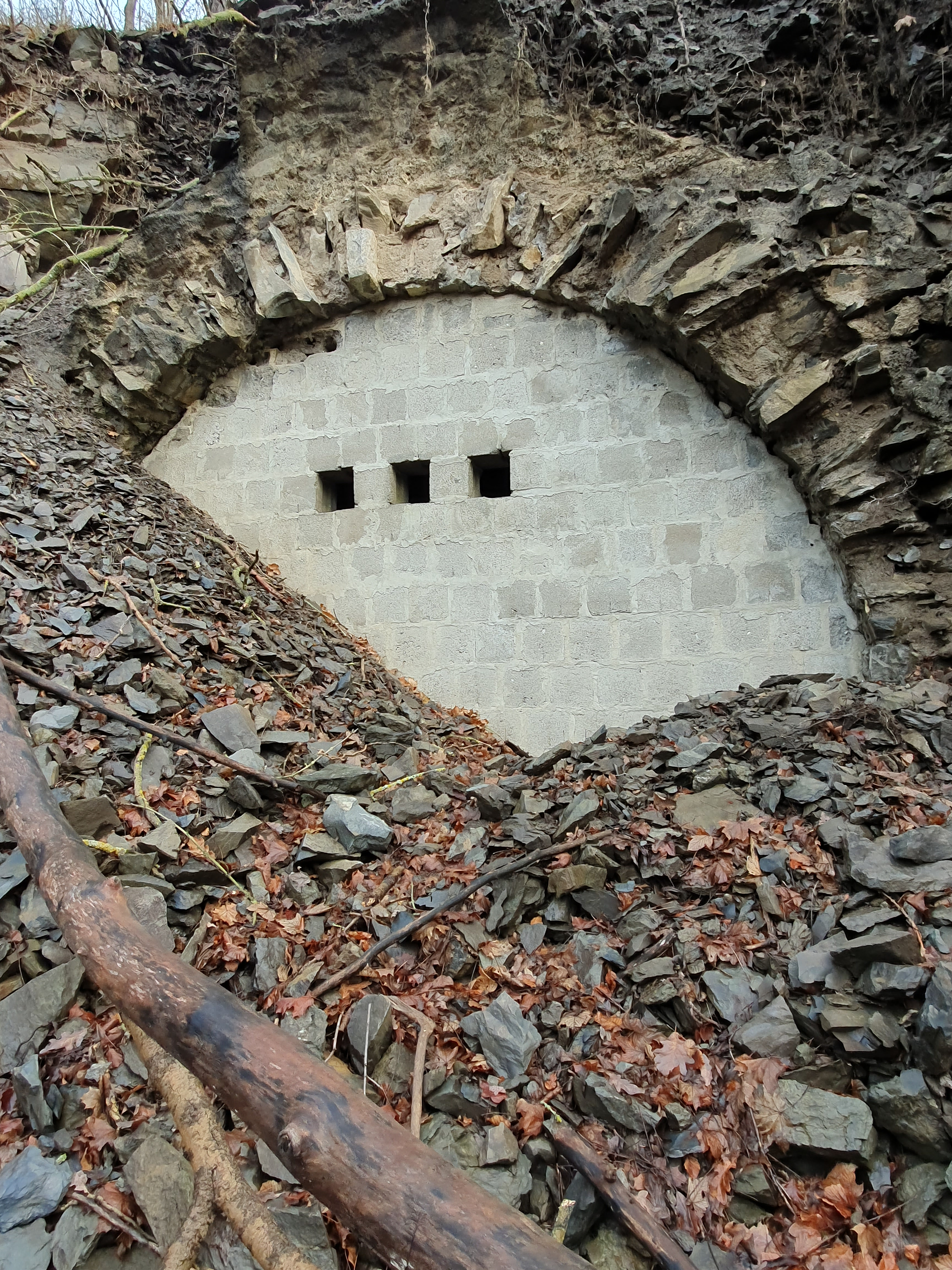
2020 starker Verbruch des Westportals